# A Tale of Poes and Fire
A tale of Poes and fire es el 60.º episodio de la serie de televisión norteamericana Gilmore Girls.

## Resumen del episodio
Mientras que Rory está en la difícil tarea de elegir entre las universidades de Harvard, Princeton y Yale, un grupo de la sociedad teatral de Edgar Allan Poe se instala en la posada Independence por algunos días y además da una exposición muy aburrida para el pueblo, representando-recitando dos veces al El cuervo; tanto Lindsay como Nicole muestran cierto distanciamiento de Rory y Lorelai por sus novios, Dean y Luke. 
Kirk copia una idea de otro lugar y empieza a hacer camisetas con inscripciones jocosas referentes a sucesos cotidianos del pueblo, negocio con el cual no tiene tanto éxito.
Repentinamente, un incendio se produce en la posada, y Lorelai debe encargarse de acomodar a los huéspedes; luego, Sookie invade Luke's para poder preparar el desayuno. A la noche, Lorelai debe acomodar a todos los huéspedes en las casas de sus amigos de Stars Hollow, aunque también debe ceder su cama, por lo que va a casa de Luke para pasar la noche. Ahí, ella le comenta sobre el sueño que tuvo en el que ambos iban a tener gemelos. 
Paris ha faltado varios días a la escuela, y Rory le lleva las tareas y le dice que salga de su habitación, hable con sus padres y con Jamie. 
Cuando Jess es elegido empleado del mes y Luke descubre que ha trabajado muchas horas en la semana, empieza a sospechar que está faltando a clases, aunque Jess lo niega luego a Rory. 
Al final Rory descubre su habitación llena con pósteres de Yale puestos por su madre, debido a que la misma presentaba muchos pro y pocos contra en relación con las otras opciones. Lorelai, Sookie y Michel hallan el verdadero calamitoso estado de la posada luego del incendio.

## Curiosidades
- Uno de los Poe le dice al otro que en 1831 no hubo elección presidencial pues Jackson debía servir 5 años más, y efectivamente su mandato finalizó en enero de 1937; sin embargo, los períodos presidenciales en Estados Unidos jamás fueron de más de 4 años, de hecho las elecciones se realizan en años pares cada cuatro años: ¿acaso podría no saber esto alguien que conoce tanto sobre historia como para recordar al séptimo presidente norteamericano y a su año exacto de fin de gobierno?

- Datos: Q5654214